# THW-historische Sammlung
Die "THW-historische Sammlung" (THWhS) ist eine vorwiegend ehrenamtliche Arbeitsgruppe des Technischen Hilfswerks (THW), die sich unter dem Slogan "Geschichte als Basis für die Zukunft" mit der Sammlung und Archivierung von THW-relevanten historischen Dokumenten, Bekleidung und Ehrenzeichen sowie der Erhaltung und Restaurierung von THW-Fahrzeugen, Gerätschaften und Technik beschäftigt. Die THWhs berät weiterhin bei Fragen zur Geschichte des THW, gestaltet Ausstellungen zum THW und gibt Bücher und Schriften zur THW-Historie heraus.
Ziel ist es, die Vergangenheit zu dokumentieren und so historische und organisatorische Entwicklungen des THW bzw. seiner Vorläuferorganisation Technische Nothilfe (TN) im Laufe der Jahre nachverfolgen zu können. Dazu werden unter anderem ausgesondertes Schriftgut wie Einsatz- und Verwaltungsakten, Bilder und Altgeräte auf ihre historische Relevanz hin überprüft und archiviert. Diese Sammlung dient insbesondere der Dokumentation der Vergangenheit und der sinnvollen Traditionspflege, um letztlich Entwicklungen aufzuzeigen.
Mit dem Aufbau der THW-historische Sammlung wurde am 11. November 1996 an der THW-Bundesschule Neuhausen a.d. Fildern begonnen. Gründungsvater der THWhs ist Gerd Krüger, ehemaliger Hauptsachgebietsleiter im THW-Landesverband Baden-Württemberg. Die Herausforderung 1996 lag darin, die zurückliegenden 46 Jahre seit der Gründung des THW im Jahr 1950 systematisch aufzuarbeiten und gleichzeitig die „junge“ Geschichte des gegenwärtigen THW mit aufzunehmen. Anfangs lag der Fokus auf der Sammlung von Unterlagen wie Erlassen, Verfügungen und Schreiben, Bilder, STAN, Zeichnungen, Vorschriften und kleineren Exponaten, die Auskunft und über Personen, Organisationsabläufe, Einsätze, Ausstattung und Gestaltung des THW geben.
Im Jahr 2006 fand eine erste Neuausrichtung der THWhS statt und Gerd Krüger gab die Leitung an Rudolf Hattenkofer ab. Die Sammlung wurde erweitert und die Arbeiten in vier Bereiche eingeteilt:
- Fahrzeuge und Gerätetechnik
- Buch, Medien, Schriften
- Persönliche Ausstattung
- Präsentationen

Ab dem 1. April 2008 war die THWhS vom THW-Präsidenten als offizielle THW-Arbeitsgruppe eingesetzt, deren Leiter von ihm berufen werden. Seit 2021 ist sie Teil der THW-Bundesvereinigung e.V. und wird von ihr personell, finanziell und inhaltlich unterstützt.

## Aufgaben
Die Aufgaben der THWhs sind vielfältig:
1. Erforschen der Geschichte des Technischen Hilfswerks (THW) und seiner Vorläuferorganisation Technische Nothilfe (TN).
2. Herstellen einer gemeinsamen Kommunikationsbasis für alle an der Geschichte der TN und des THW Interessierten.
3. Sammeln und Archivieren von historisch wichtigen Dokumenten und Objekten des THW.
4. Publikationen zur Geschichte des THW.
5. Gestalten von Ausstellungen zur Geschichte des TTHW.
6. Bereitstellen von Informationen und Beratungen zu geschichtsrelevanten Fragen des THW sowohl innerhalb des THW als auch für externe Interessenten.

## Organisation
Die THWhS bietet allen Institutionen die Möglichkeit, Altgeräte, Bilder oder Akten vor einer Entsorgung zu prüfen und ggf. auf Wunsch in die THWhS zu übernehmen. Die THWhS ist gleichzeitig Anlaufpunkt für alle, die an der Geschichte des THW interessiert sind und bietet die Möglichkeit zum Gedankenaustausch bzw. zur Mitarbeit und Veröffentlichung.
Zurzeit wird die THWhS umfassend neu strukturiert. Im hessischen Hünfeld wurde das Depot für Fahrzeuge, Geräte sowie Techniken und Bekleidung eingerichtet und stetig erweitert. Das Archiv wird zentralisiert und unter professionellen Gesichtspunkten modernisiert.
Mit der THWhS unmittelbar verknüpft ist das geplante Projekt eines gemeinsamen Museums der Deutschen Feuerwehren und des THW in Fulda. Die THWhs und das Museumsprojekt stellen somit „zwei Seiten einer Medaille“ dar und ergänzen sich:
Erstere sammelt und bewahrt historische Dokumente und Objekte, die Grundlage für (weitergehende) Forschung ist. Im Museum werden diese dann auf unterschiedlichen Ebenen vermittelt und präsentiert.
Mit dieser Kopplung geht eine Professionalisierung und Effizienzsteigerung der Arbeit in der THWhS einher. Im Fokus stehen ein zielgerichtetes Konzeptionieren und Gestalten eines Museums in Verbindung mit einem Archiv, einer Bibliothek und insbesondere einem Forschungszentrum. Die THWhS wird so zum „Schaufenster“ und der Basis der THW-Historie, das Museum zum „Aushängeschild“ der THW-eigenen Forschung und Kompetenz.
Bereits in der Geschichte des THW gab es Aktionen und Projekte die Einsatzorganisation zu repräsentieren. Dazu gehörte unter anderem ein „Tag des freiwilligen Helfers“ 1955. Auf Initiative und unter der Leitung des Ortsbeauftragten des THW-Ortsverbandes Freiburg im Breisgau, Stadtrat Willy Jäger, veranstalteten Deutsches Rotes Kreuz, Feuerwehr, Deutsche Lebensrettungsgesellschaft, Bergwacht und Technisches Hilfswerk – beispielgebend für andere Städte – erstmalig einen „Tag des freiwilligen Helfers“. 1961 beteiligte sich das THW erstmals an der internationalen Fachmesse und Ausstellung „INTERSCHUTZ – Der Rote Hahn“ in Köln. Technischer Dienst, Wasserdienst mit Schwimmbrückenbau standen bei der Präsentation des THW im Vordergrund. Am 17. Juli 1971 nahm das THW an der ersten Großveranstaltung des neuen, bundeseinheitlichen Katastrophenschutzes in Gifhorn teil. Über 1.000 Helfende aller Fachdienste präsentierten ihre Aufgaben der Öffentlichkeit. Landesweite THW-Helfertage boten und bieten Gelegenheit, das THW in Aktion, ihre Einheiten und Technik zu präsentieren (1974 erstmals in Goslar).
Weitere Repräsentationsmöglichkeiten des THW und auch der THWhS boten sich zudem beispielsweise auf Messen und Ausstellungen:
- seit 2014: THWhS auf dem Hessentag
- RETTmobil in Fulda
- März 2018: Oldtimer-Messe „Retro Classics“ in Stuttgart
- Mai 2018: IFAT in München – internationale Fachmesse im Bereich Umwelttechnologie
- Oktober 2018: Messe FLORIAN in Dresden
- Juni 2019: IdeenExpo 2019 in Hannover
- Oktober 2019: THW-Messe „Base of Operations“ – Ausstellung zu temporären Unterkünften für THW-Kräfte in internationalen Katastrophengebieten in Euskirchen-Kirchheim
- November 2019: Internationale Leitmesse für betriebliche Sicherheit und Gesundheit bei der Arbeit (A+A) in Düsseldorf
- März 2023: Digitaler Katastrophenschutz-Kongress 2023[1]

## Mitarbeitende
Für die einzelnen Bundesländer gibt es jeweils einen Beauftragten für die THWhS, die in Abstimmung mit den jeweiligen THW-Landesbeauftragten ausgewählt und vom Landesbeauftragten berufen werden. Es kann dabei auf alle aktiven und ehemaligen THW-Angehörigen sowohl Ehrenamt, als auch Hauptamt zurückgegriffen werden. Der Beauftragte für die THWhS im Landesverband berät und unterstützt den Landesverband sowie die jeweiligen THW-Regionalstellen und Ortsverbände in THW-historischen Fragen und hält Kontakt zur Arbeitsgruppe THWhS und den einzelnen Arbeitsbereichen.
Die THWhS wird seit 2021 unter dem Dach der THW-Bundesvereinigung e.V. von THW-BV Vizepräsident Christian Herrmann und Rainer Mahn verantwortet. Die THW-historische Sammlung wird außerdem vom Förderverein THWhS e.V. unterstützt.

## Standorte
Der Hauptsitz der THWhS ist bei der THW-Bundesvereinigung e.V. in Berlin. Neben dem Hauptsitz gibt es weitere Standorte, an denen die THWhs vertreten ist. Dazu gehören das Depot bei Hünfeld in Hessen, das THW-Ausbildungszentrum in Hoya, Niedersachsen, das zukünftige Archiv in Fulda, Hessen, sowie das Fahrzeugdepot bei München, Bayern.

## Belege
1. ↑  Digitaler Katastrophenschutz-Kongress 2023, auf sifo.de